# Mulberry (Alabama)
Mulberry es una comunidad no incorporada en el condado de Crenshaw, Alabama, Estados Unidos.